# Random Access Memories
Random Access Memories è il quarto album in studio del gruppo musicale francese Daft Punk, pubblicato il 17 maggio 2013 dalla Columbia Records.
Si tratta del primo album in studio del duo a otto anni di distanza dalla pubblicazione di Human After All e rappresenta l'ultima pubblicazione antecedente al loro scioglimento avvenuto nel 2021. Per la realizzazione del disco, i due musicisti si sono discostati in gran parte dalle precedenti sonorità elettroniche, producendo materiale più vicino alla disco music e al funk, grazie al coinvolgimento di musicisti dell'ambiente come Nathan East, Omar Hakim e Nile Rodgers, quest'ultimo apparso nei singoli di successo Get Lucky e Lose Yourself to Dance.
Nei primi quattro giorni di pubblicazione l'album ha venduto più di 133 000 copie nel solo Regno Unito, diventando così l'album più velocemente venduto dell'anno. Il disco è stato premiato ai Grammy Awards 2014 come album dell'anno e miglior album dance/elettronico.

## Antefatti
Nel 2008, dopo aver ultimato l'Alive 2006/2007 Tour, i Daft Punk iniziarono a lavorare sul loro nuovo materiale in studio a Parigi. Come volle ricordare Thomas Bangalter, il duo diede il via ad una serie di sperimentazioni volte ad espandere la varietà di strumenti utilizzati all'interno dei propri album, con la presenza di chitarre, batterie e tastiere per la creazione delle demo e i brani facenti parte della colonna sonora del film Tron: Legacy nell'arco di otto mesi. Per il quarto album Bangalter e Guy-Manuel de Homem-Christo furono abbastanza soddisfatti del lavoro in termini di scrittura e coinvolgimento di altri musicisti (tra cui il frontman degli Chic Nile Rodgers), ma non furono altrettanto convinti per quanto riguardava il concept del disco.
Random Access Memories si sviluppò quindi come parte del loro tour intrapreso nel 2007 e nacque come frutto di numerosi sperimenti musicali operati durante i loro concerti, in seguito a delle collaborazioni con alcuni musicisti. Tali artisti vennero attentamente scelti e selezionati dai Daft Punk, che vollero reclutare il maggior numero possibile di strumentisti degli anni settanta e ottanta, considerata «l'era più adatta e affascinante per questo progetto».
In primo luogo, l'album vanta la presenza del chitarrista Nile Rodgers, frontman dei Chic (in particolare nei brani Get Lucky e Lose Yourself to Dance), il quale spiegò che la sua collaborazione con i Daft Punk era «qualcosa di cui abbiamo parlato per molto tempo. Ci rispettiamo reciprocamente.» Il duo si incontrò con Rodgers per la prima volta durante un listening party dei Daft Punk a New York diversi anni fa, rimandando tuttavia in più occasioni una possibile collaborazione a causa di alcuni conflitti di programmazione. Più tardi Thomas Bangalter e Guy-Manuel de Homem-Christo hanno fatto visita presso l'abitazione di Rodgers per una jam session, prendendo successivamente in considerazione la decisione di realizzare una collaborazione ufficiale.
Il compositore e paroliere Paul Williams annunciò in un'intervista del 2010 che avrebbe preso parte al progetto insieme ai Daft Punk, che lo assunsero come tecnico del suono, prima che tale ruolo passasse, nel 2012, a Chris Caswell.

## Registrazione
Random Access Memories fu inciso in gran parte presso i Gang Recording Studio di Parigi, mentre le ultime sezioni ritmiche ebbero luogo in diversi studi di Hollywood, tra cui gli Henson Recording Studios e i Capitol Studios.
I Daft Punk decisero di registrare tutte le tracce dell'album con l'utilizzo della tecnologia digitale e di strumenti elettronici, in modo da disinibire la loro creatività e l'innovazione. Hanno inoltre in gran parte utilizzato strumentazione dal vivo, limitando l'uso della musica elettronica, del sintetizzatore modulare e del vocoder. Assunsero quindi come fonico il tastierista Chris Caswell, con il quale il gruppo aveva avuto l'occasione di lavorare nel 2010, durante le riprese del film Tron: Legacy. Il batterista Omar Hakim fu il primo ad essere coinvolto all'interno delle registrazioni del disco: in un primo momento, come pure svelato in un'intervista, Hakim aveva ipotizzato che il duo avrebbe voluto lavorare con lui per realizzare la base strumentale di ogni traccia; al contrario, i Daft Punk specificarono di voler ricreare riff di batteria acustica suonata da Hakim, in modo da dare all'album un tocco leggermente rock. In un'intervista concessa nel novembre 2012 alla rivista Guitar World, Nathan East, bassista dei Fourplay, confermò il suo coinvolgimento nel progetto. Greg Leisz venne invece invitato per la creazione di alcune basi strumentali, suonando la pedal steel guitar.

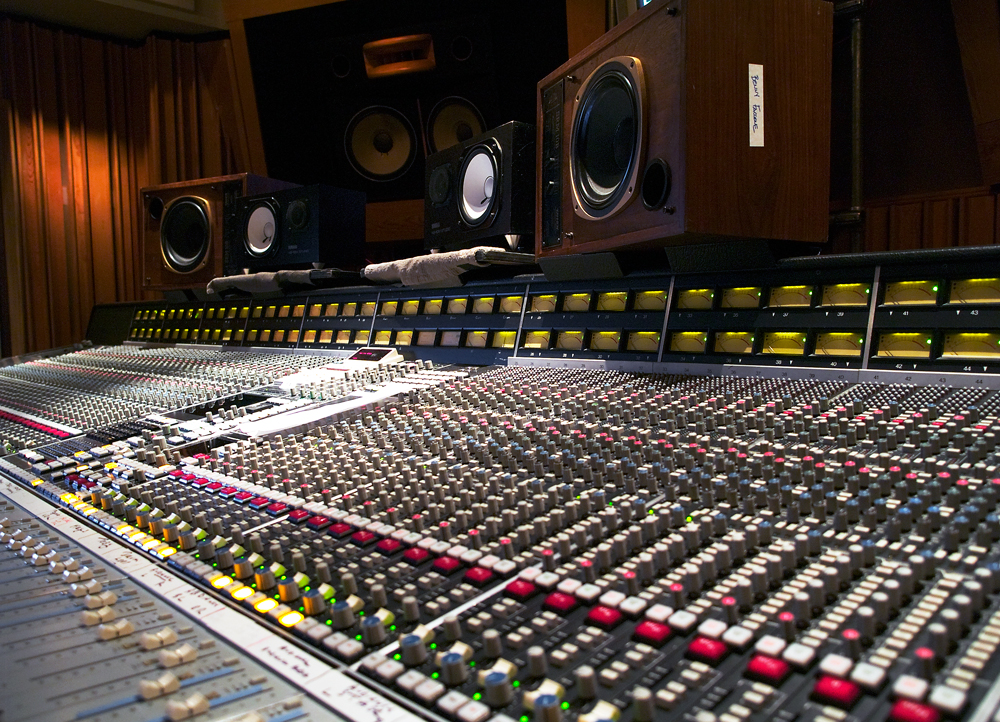
Una console nello studio A degli Henson Recording Studios, la stessa impiegata per Random Access Memories

I Daft Punk hanno invitato anche Nile Rodgers agli Electric Lady Studios di New York, dove dovevano avere luogo gli ultimi lavori di missaggio: il lavoro con il duo francese ha fatto sentire il chitarrista come se «stessi lavorando con dei contemporanei» e che entrambi si sono incoraggiati gli uni con l'altro durante il progetto. Rodgers ha sottolineato inoltre di come lo stile musicale del duo si sia evoluto grazie all'esplorazione della musica del passato, spiegando che «sono andati indietro per andare avanti».
Vari effetti sonori vennero registrati e inclusi nell'album con l'ausilio di alcuni tecnici del suono della Warner Bros., come affermato da Guy-Manuel Christo. Un esempio di quanto affermato sta nel fatto che, durante una cena tra i vari membri dello staff, i Daft Punk decisero di registrare con dei microfoni, posizionati sui tavoli, i suoni delle posate utilizzate dai clienti di un ristorante. Una scelta analoga venne fatta quando, all'interno di un teatro di posa, venne ricreato l'effetto di una goccia d'acqua, registrato attraverso un sintetizzatore modulare.
La maggior parte delle sedute di registrazione si svolsero a Parigi, mentre le sessioni ritmiche in varie città degli Stati Uniti d'America. L'album venne concepito dal gruppo come il loro «album più sperimentale e completo», che al suo interno incorpora una grande varietà di strumenti, tra cui archi, tastiera, chitarra elettrica e una sezione di strumenti a fiato.
Alla realizzazione del progetto presero parte molti altri musicisti e produttori, come Giorgio Moroder, Chilly Gonzales, James Genus, Pharrell Williams e i The Neptunes.

## Composizione

### Tematiche e influenze
L'origine del titolo dell'album ha radici molto complesse. Il membro del gruppo Thomas Bangalter ha spiegato in un'intervista concessa al settimanale Rolling Stone che il nome del disco è stato scelto con l'intenzione di unire e incapsulare il loro interesse per il passato, facendo riferimento sia alla tecnologia sia all'esperienza umana. Mentre infatti la tecnologia attuale consente una illimitata capacità di immagazzinare materiale registrato, il contenuto prodotto dagli artisti contemporanei è diminuito in termini di qualità.
Per quanto riguarda lo stile dell'album, Random Access Memories è stato creato con l'intenzione di rendere omaggio alla musica di fine anni settanta e primi anni ottanta, in particolare influenzata dal sound elettronico e futuristico della musica house. Come punti di modello e riferimento i Daft Punk hanno ammesso di essersi ispirati a Fleetwood Mac dei Fleetwood Mac e The Dark Side of the Moon dei Pink Floyd. È stato evidenziato dalla critica come Random Access Memories volle rappresentare un tributo verso gli artisti che hanno più segnato il duo nel corso della loro formazione, tra cui Michael Jackson, i The Cars e gli Steely Dan.

### Struttura
Le demo iniziali di Random Access Memories sono state create senza un chiaro piano per l'album. Nel corso delle sedute, numerosi percorsi sono stati creati e scartati. In quel periodo, i Daft Punk presero in considerazione l'intero ordine dell'album, simile a quello di Lovesexy di Prince; avevano anche ideato di pubblicare l'album come un cofanetto da quattro dischi, per accogliere il grande volume di contenuti prodotti. La progettazione del lavoro mancò così di una struttura vera e propria fino agli ultimi mesi della produzione.
La traccia d'apertura, Give Life Back to Music, segna l'inizio della collaborazione fra il gruppo e Nile Rodgers all'interno del progetto, e include anche la partecipazione di Paul Jackson Jr. e il batterista John Robinson. Nel testo i Daft Punk si sono serviti del vocoder. Secondo il parere degli stessi, il brano riflette e si sofferma sull'obiettivo del duo per creare «musica più lucida ed elegante». Come dichiarato dal NME, l'album inizia con «una stupenda intro rock che cancella ogni traccia dei fragili tocchi techno di Human After All».
La traccia seguente, The Game of Love, è stata descritta da Nick Stevenson di Mixmag come «un brano che parla di amore perduto che tira le corde del cuore, anche se venisse cantato da un androide». Within è stato uno dei primi brani ad essere registrati per l'album. Per la sua realizzazione è stato incaricato Chilly Gonzales di suonare il pianoforte e di creare una base minima costituita anche da bassi e percussioni. Nel contesto dell'album, Within indica il passaggio delle tonalità in La minore nelle tre precedenti canzoni, alla chiave di Si minore delle tracce successive. Instant Crush venne costruito secondo una demo che i Daft Punk presentarono a Julian Casablancas, che ne fu entusiasta dopo averne sentito la sezione strumentale; esso contiene influenze rock e un assolo di chitarra, eseguito dallo stesso Casablancas.
Lose Yourself to Dance è un pezzo funk e disco. Il duo ha espresso che il brano è il risultato del desiderio di creare musica dance con batteria reale. In particolare, Bangalter ha elaborato che l'intenzione dei Daft Punk era di ridefinire la musica dance come «qualcosa di più leggero» e che il brano ha la scopo di evocare il senso di essere unificati e collegati sulla pista da ballo. La voce principale nel brano è quella di Pharrell Williams, mentre le voci aggiuntive sono state eseguite dai Daft Punk mediante l'utilizzo di un vocoder, e le parti strumentali sono eseguite da Rodgers alla chitarra, East al basso e Robinson alla batteria. In Touch, seconda canzone scritta ed interpretata da Paul Williams, i Daft Punk hanno osservato come il pezzo fosse il più complesso del disco, essendo composto da 250 elementi. Come Pitchfork osservò, «il brano si piega e si deforma, e galleggia su generi, epoche ed emozioni diverse e coinvolgenti», che ricorda molto la natura di A Day in the Life dei Beatles.
Get Lucky è il secondo singolo composto con la partecipazione vocale di Pharrell Williams e rappresenta la nuova frontiera della musica dei Daft Punk, basata su sonorità più funk e pop rispetto a quelle elettroniche che hanno caratterizzato i precedenti album. Un'altra sua particolarità è la totale assenza di campionamenti di altri brani, cosa che i Daft Punk erano abituati a fare molto frequentemente (come per esempio nel 2001 con Discovery, fatto quasi interamente con campionamenti di canzoni degli anni settanta). Motherboard è stato descritto dal gruppo come una sorta di «composizione futuristica», mentre Doin' It Right, fortemente influenzato dal reggae, fu l'ultimo brano inciso durante le sedute di registrazione del disco. Infine il brano conclusivo Contact è caratterizzato da un campionamento di We Ride Tonight dei The Sherbs e da un audio tratto dalla missione Apollo 17, concesso dalla NASA e dal capitano Eugene Cernan.

## Promozione
Nel gennaio 2013 Guy-Manuel de Homem-Christo ha rivelato che i Daft Punk erano in procinto di firmare un contratto discografico con la Sony Music e la Columbia Records, con le quali avrebbero pubblicato il loro quarto album in studio nella primavera dello stesso anno. La data della pubblicazione del disco, fissata al mese di maggio, venne precisata durante un'intervista concessa al The Guardian.
Il 26 febbraio 2013, attraverso la pagina Facebook del gruppo, è stata annunciata la partecipazione della Columbia Records per la pubblicazione di Random Access Memories mediante una foto di due caschi, con scritto il nome dell'etichetta nell'angolo sotto a destra della foto. In seguito tale foto venne esposta in numerosi cartelloni e manifesti in diverse grandi città, come San Francisco, Chicago, New York, Miami, Parigi, Berlino e Roma.
Il 3 marzo 2013, sul celebre programma televisivo Saturday Night Live, è andato in onda uno spot di 15 secondi che mostrava una piccola parte del brano Get Lucky. Il 12 aprile 2013, durante il Coachella Valley Music and Arts Festival 2013, è andato in onda il trailer del brano Get Lucky, rivelando la collaborazione di Nile Rodgers e Pharrell Williams nel brano; il giorno seguente è andato in onda al Saturday Night Live un nuovo spot, della durata di un minuto, molto simile al trailer mostrato al Coachella Valley Music and Arts Festival 2013 del giorno precedente. Anch'esso mostrava Get Lucky.
Il 19 aprile 2013 i Daft Punk hanno pubblicato attraverso il proprio profilo Vevo la versione radiofonica del brano, estratto come singolo apripista dell'album. Il 13 maggio 2013, otto giorni prima dell'uscita ufficiale di Random Access Memories, tutte le tracce vengono rese disponibili gratuitamente per lo streaming attraverso iTunes Store.
Durante il Gran Premio di Monaco 2013, cinque giorni dopo la pubblicazione del disco, è stata attuata una campagna pubblicitaria del disco in collaborazione con la scuderia Lotus F1 Team, sulle cui vetture sono stati applicati degli adesivi promozionali; inoltre il duo ha partecipato a una serie di scatti e video promozionali con Lotus F1 Team.

## Accoglienza
| Recensione           | Giudizio |
| -------------------- | -------- |
| Entertainment Weekly | A        |
| The A.V. Club        | B+       |
| AllMusic             |          |
| Chicago Tribune      |          |
| The Guardian         |          |
| Rolling Stone        |          |
| Slant Magazine       |          |
| Spin                 | 8/10     |
| Pitchfork            | 8.8/10   |
| NME                  | 10/10    |

Random Access Memories è stato fortemente acclamato dalla critica musicale. Secondo Metacritic, che assegna punteggi su 100 tramite le recensioni di critici influenti, l'album ha totalizzato 87 punti sulla base di 47 recensioni, punteggio che segnala "plauso universale".
La rivista NME ha detto che la nozione ideale per creare un lavoro come questo è semplicemente essere diversi e scavare più a fondo in sé stessi; questo è un vero album. Per questo motivo, NME, oltre ad avergli assegnato il massimo voto possibile (10 punti su 10), lo ha posizionato al 497º posto nella classifica dei 500 migliori album di tutti i tempi. Mark Richardson di Pitchfork ha definito l'album come «un innovativo mix di disco music, tech-house ed electro house, che si fonde perfettamente con il pop e il glam degli anni settanta». Richardson ha inoltre elogiato la costruzione e la registrazione del disco, dicendo che «gran parte del suo successo non si sarebbe mai avuto senza l'esecuzione magistrale dei musicisti e l'utilizzo perfetto degli strumenti.» In seguito, Pitchfork collocò Random Access Memories al settimo posto nella sua lista dei 50 migliori album del 2013. Anche Heather Phares di AllMusic, dopo avergli assegnato un voto 4,5 stelle su 5, ha apprezzato molto i tocchi di musica rétro e disco presenti nelle tracce, notando in particolare come «i Daft Punk siano riusciti a superare loro stessi con questo lavoro. Potrebbero essere i dj più promettenti in un futuro prossimo. Ce ne vorrebbero come loro.» Melissa Maerz di Entertainment Weekly lo ha definito «un miscuglio tra singoli radiofonici, atmosfere dello Studio 54, musica jazz. I Daft Punk sono veramente dei veri DJ superstar». Tale settimanale ha poi dato all'album una rara "A".
La celebre rivista Rolling Stone gli ha assegnato un voto di 4 stelle su 5, così come pure The Guardian, ed entrambi sono rimasti colpiti soprattutto dalla prestazione canora di Pharrell Williams e della chitarra di James Genus in alcuni pezzi dell'album, aggiungendo che, «se i Daft Punk continuassero per questa strada, potrebbero veramente giungere ad un enorme successo in futuro.»

## Tracce
1. Give Life Back to Music – 4:34 (Thomas Bangalter, Guy-Manuel de Homem-Christo, Paul Jackson, Jr., Nile Rodgers)
2. The Game of Love – 5:21 (Thomas Bangalter, Guy-Manuel de Homem-Christo)
3. Giorgio by Moroder – 9:04 (Thomas Bangalter, Guy-Manuel de Homem-Christo, Giorgio Moroder)
4. Within – 3:48 (Thomas Bangalter, Jason "Chilly Gonzales" Beck, Guy-Manuel de Homem-Christo)
5. Instant Crush – 5:37 (Thomas Bangalter, Julian Casablancas, Guy-Manuel de Homem-Christo)
6. Lose Yourself to Dance – 5:53 (Thomas Bangalter, Guy-Manuel de Homem-Christo, Nile Rodgers, Pharrell Williams)
7. Touch – 8:18 (Thomas Bangalter, Chris Caswell, Guy-Manuel de Homem-Christo, Paul Williams)
8. Get Lucky – 6:07 (Thomas Bangalter, Guy-Manuel de Homem-Christo, Nile Rodgers, Pharrell Williams)
9. Beyond – 4:50 (Thomas Bangalter, Chris Caswell, Guy-Manuel de Homem-Christo, Paul Williams)
10. Motherboard – 5:41 (Thomas Bangalter, Guy-Manuel de Homem-Christo)
11. Fragments of Time – 4:39 (Thomas Bangalter, Guy-Manuel de Homem-Christo, Todd Imperatrice)
12. Doin' It Right – 4:11 (Thomas Bangalter, Guy-Manuel de Homem-Christo, Noah Lennox)
13. Contact – 6:21 (Thomas Bangalter, Guy-Manuel de Homem-Christo, Stéphane Quême, Garth Porter, Tony Mitchell, Daryl Braithwaite)

Traccia bonus nell'edizione giapponese
1. Horizon – 4:24 (Thomas Bangalter, Guy-Manuel de Homem-Christo)

The R.A.M. Interview – 10" bonus presente nell'edizione deluxe
- Lato A

1. Part 1 – 12:59

- Lato B

1. Part 2 – 13:23

CD bonus nella 10th Anniversary Edition
1. Horizon Ouverture – 2:07 (Guy-Manuel de Homem-Christo, Thomas Bangalter)
2. Horizon (Japan CD) – 4:22 (Guy-Manuel de Homem-Christo, Thomas Bangalter)
3. GLBTM (Studio Outtakes) – 6:21 (Guy-Manuel de Homem-Christo, Thomas Bangalter)
4. Infinity Repeating (2013 Demo) – 3:59 (Guy-Manuel de Homem-Christo, Thomas Bangalter, Julian Casablancas)
5. GL (Early Take) – 0:32 (Guy-Manuel de Homem-Christo, Thomas Bangalter, Nile Rodgers, Pharrell Williams)
6. Prime (2012 Unfinished) – 4:46 (Guy-Manuel de Homem-Christo, Thomas Bangalter)
7. LYTD (Vocoder Tests) – 2:08 (Guy-Manuel de Homem-Christo, Thomas Bangalter, Nile Rodgers, Pharrell Williams)
8. The Writing of Fragments of Time – 8:17 (Guy-Manuel de Homem-Christo, Thomas Bangalter, Todd Imperatrice)
9. Touch (2021 Epilogue) – 2:59 (Guy-Manuel de Homem-Christo, Thomas Bangalter, Chris Caswell, Paul Williams)

## Formazione
Musicisti
- Daft Punk – arrangiamenti, voce (tracce 1, 2, 4, 6, 8, 9 e 12), sintetizzatore modulare (tracce 1, 3, 7, 12 e 13), sintetizzatore (tracce 2, 5, 8, 9 e 14), tastiera (tracce 3, 4, 5 e 11), chitarra (traccia 5), sintetizzatore solista (traccia 11)
- Chris Caswell – arrangiamenti, orchestrazione, booth, tastiera (tracce 1-4, 7-11), pianoforte elettrico (traccia 14)
- Gus Koven – sound design
- Paul Jackson, Jr. – chitarra (tracce 1, 2, 3, 7-11 e 14)
- Nile Rodgers – chitarra (tracce 1, 6 e 8)
- Greg Leisz – pedal steel guitar (tracce 1, 2, 3, 9, 10, 11 e 14), lap steel guitar (tracce 7 e 9)
- Nathan East – basso (tracce 1-6, 8, 11 e 14)
- Chilly Gonzales – tastiera (traccia 1), assolo di pianoforte (traccia 4)
- John "JR" Robinson – batteria (tracce 1-6, 14)
- Quinn – percussioni (tracce 1, 3, 4, 5, 10 e 11), batteria (traccia 7)
- Giorgio Moroder – voce (traccia 3)
- James Genus – basso (tracce 3, 7, 9, 10, 11 e 13)
- Omar Hakim – batteria (tracce 3, 7, 8, 9, 11 e 13), percussioni (traccia 10)
- Douglas Walter – direzione (tracce 3, 7, 9 e 10)
- Joseph Solido – contraente (tracce 3, 7, 9 e 10)
- Assa Dori – primo violino (tracce 3, 7, 9 e 10)
- Johana Krejci – violino (tracce 3, 7, 9 e 10)
- Rita Weber – violino (tracce 3, 7, 9 e 10)
- Kevin Connolly – violino (tracce 3, 7, 9 e 10)
- Joel Pargman – violino (tracce 3, 7, 9 e 10)
- Song Lee – violino (tracce 3, 7, 9 e 10)
- Irina Voloshina – violino (tracce 3, 7, 9 e 10)
- Margaret Wooten – violino (tracce 3, 7, 9 e 10)
- Mary K. Sloan – violino (tracce 3, 7, 9 e 10)
- Nina Evtuhov – violino (tracce 3, 7, 9 e 10)
- Miwako Watanabe – violino (tracce 3, 7, 9 e 10)
- Samuel Fischer – violino (tracce 3, 7, 9 e 10)
- Lisa Dondlinger – violino (tracce 3, 7, 9 e 10)
- Rafael Rishik – violino (tracce 3, 7, 9 e 10)
- Cynthia Moussas – violino (tracce 3, 7, 9 e 10)
- Sara Perkins – violino (tracce 3, 7, 9 e 10)
- Neel Hammond – violino (tracce 3, 7, 9 e 10)
- Olivia Tsui – violino (tracce 3, 7, 9 e 10)
- Calabria McChesney – violino (tracce 3, 7, 9 e 10)
- Carrie Kennedy – violino (tracce 3, 7, 9 e 10)
- Lisa Sutton – violino (tracce 3, 7, 9 e 10)
- Audrey Solomon – violino (tracce 3, 7, 9 e 10)
- Andrew Picken – viola (tracce 3, 7, 9 e 10)
- Alma Fernandez – viola (tracce 3, 7, 9 e 10)
- Rodney Wirtz – viola (tracce 3, 7, 9 e 10)
- Carolyn Riley  viola (tracce 3, 7, 9 e 10)
- Harry Shirinian – viola (tracce 3, 7, 9 e 10)
- Jody Rubin – viola (tracce 3, 7, 9 e 10)
- Roland Kato – viola (tracce 3, 7, 9 e 10)
- Ray Tischer – viola (tracce 3, 7, 9 e 10)
- Christina Soule – violoncello (tracce 3, 7, 9 e 10)
- Paula Hochalter – violoncello (tracce 3, 7, 9 e 10)
- Vanessa F. Smith – violoncello (tracce 3, 7, 9 e 10)
- Timothy Loo – violoncello (tracce 3, 7, 9 e 10)
- Armen Ksajikian – violoncello (tracce 3, 7, 9 e 10)
- Charles Berghofer – contrabbasso (tracce 3, 7, 9 e 10)
- Don Ferrone – contrabbasso (tracce 3, 7, 9 e 10)
- Drew Dembowski – contrabbasso (tracce 3, 7, 9 e 10)
- Greg Huckins – flauto (tracce 3, 7, 9 e 10)
- Steve Kajala – flauto (tracce 3, 7, 9 e 10)
- Sara Andon – flauto (tracce 3, 7, 9 e 10)
- Earl Dumler – oboe (tracce 3, 7, 9 e 10)
- Marty Krystall – clarinetto (tracce 3, 7, 9 e 10)
- Gene Cipriano – clarinetto e clarinetto basso (tracce 3, 7, 9 e 10)
- Judith Farmer – fagotto (tracce 3, 7, 9 e 10)
- David Kosoff – flicorno contralto (tracce 3, 7, 9 e 10)
- Nathan Campbell – corno francese (tracce 3, 7, 9 e 10)
- James Atkinson – corno francese (tracce 3, 7, 9 e 10)
- Justin Hageman – corno francese (tracce 3, 7, 9 e 10)
- Stephanie O'Keefe – corno francese (tracce 3, 7, 9 e 10)
- Danielle Ondarza – corno francese (tracce 3, 7, 9 e 10)
- Gary Grant – tromba (tracce 3, 7, 9 e 10)
- Warren Luening – tromba (tracce 3, 7, 9 e 10)
- Charles Findley – tromba (tracce 3, 7, 9 e 10)
- Larry McGuire – tromba (tracce 3, 7, 9 e 10)
- Andrew Martin – trombone (tracce 3, 7, 9 e 10)
- Charles Morillas – trombone (tracce 3, 7, 9 e 10)
- Charles Looper – trombone (tracce 3, 7, 9 e 10)
- Bob McChesney – trombone (tracce 3, 7, 9 e 10)
- Craig Gosnell – trombone basso (tracce 3, 7, 9 e 10)
- Brian Kilmore – percussioni (tracce 3, 7, 9 e 10)
- Mark Converse – percussioni (tracce 3, 7, 9 e 10)
- Julian Casablancas – voce e chitarra solista (traccia 5)
- Pharrell Williams – voce (tracce 6 e 8)
- Paul Williams – voce (traccia 7)
- Thomas Bloch – onde Martenot (traccia 7), Cristal Baschet (traccia 10)
- Angie Jarre – conduzione coro (traccia 7)
- Shirley Koesnadi – coro (traccia 7)
- Alissa M. Chrenshaw – coro (traccia 7)
- Elaina S. Chrenshaw – coro (traccia 7)
- Alexandra Gunn – coro (traccia 7)
- Jeffrey Gunn – coro (traccia 7)
- Emma S. Gunn – coro (traccia 7)
- Victor Pineschi – coro (traccia 7)
- Mariah A. Britt – coro (traccia 7)
- Joshua Britt – coro (traccia 7)
- Alycia Grant – coro (traccia 7)
- Chelsea T. DiBlasi – coro (traccia 7)
- Jessica Rotter – coro (traccia 7)
- Todd Edwards – voce (traccia 11)
- Panda Bear – voce (traccia 12)
- DJ Falcon – sintetizzatore modulare (traccia 13)

Produzione
- Thomas Bangalter – produzione, direzione artistica
- Guy-Manuel de Homem-Christo – produzione, direzione artistica
- Peter Franco – registrazione, assistenza missaggio
- Mick Guzauski – registrazione, missaggio
- Florian Lagatta – registrazione
- Daniel Lerner – ingegneria audio digitale
- Seth Waldmann – assistenza missaggio, assistenza registrazione
- Cory Brice – assistenza registrazione
- Nicolas Essig – assistenza registrazione
- Eric Eylands – assistenza registrazione
- Derek Karlquist – assistenza registrazione
- Miguel Lara – assistenza registrazione
- Mike Larson – assistenza registrazione
- Kevin Mills – assistenza registrazione
- Charlie Pakkari – assistenza registrazione
- Bill Rahko – assistenza registrazione
- Kyle Stevens – assistenza registrazione
- Doug Tyo – assistenza registrazione
- Eric Weaver – assistenza registrazione
- Alana Da Fonseca – registrazione aggiuntiva
- Phil Joly – registrazione aggiuntiva
- Bob Ludwig – mastering
- Guillaume Le Braz – registrazione voce (traccia 3)
- Julian Casablancas – coproduzione (traccia 5)
- Todd Edwards – coproduzione (traccia 11)
- DJ Falcon – coproduzione (traccia 13)
- Cédric Hervet – direzione creativa, copertina, direzione artistica
- Warren Fu – copertina, illustrazione, direzione artistica
- Paul Hahn – direzione artistica

## Classifiche

### Classifiche settimanali
| Classifica (2013-22)           | Posizione massima |
| ------------------------------ | ----------------- |
| Australia                      | 1                 |
| Australia (dance)              | 1                 |
| Austria                        | 1                 |
| Belgio (Fiandre)               | 1                 |
| Belgio (Vallonia)              | 1                 |
| Canada                         | 1                 |
| Corea del Sud                  | 1                 |
| Croazia                        | 6                 |
| Danimarca                      | 1                 |
| Estonia                        | 1                 |
| Finlandia                      | 1                 |
| Francia                        | 1                 |
| Germania                       | 1                 |
| Giappone                       | 3                 |
| Grecia                         | 1                 |
| Irlanda                        | 1                 |
| Italia                         | 1                 |
| Lituania                       | 24                |
| Messico                        | 1                 |
| Norvegia                       | 1                 |
| Nuova Zelanda                  | 1                 |
| Paesi Bassi                    | 2                 |
| Polonia                        | 4                 |
| Portogallo                     | 1                 |
| Regno Unito                    | 1                 |
| Repubblica Ceca                | 1                 |
| Slovenia                       | 1                 |
| Spagna                         | 1                 |
| Stati Uniti                    | 1                 |
| Stati Uniti (dance/electronic) | 1                 |
| Stati Uniti (tastemaker)       | 1                 |
| Svezia                         | 2                 |
| Svizzera                       | 1                 |
| Ungheria                       | 1                 |

### Classifiche di fine anno
| Classifica (2013)              | Posizione |
| ------------------------------ | --------- |
| Australia                      | 5         |
| Australia (dance)              | 1         |
| Austria                        | 17        |
| Belgio (Fiandre)               | 3         |
| Belgio (Vallonia)              | 4         |
| Canada                         | 12        |
| Corea del Sud                  | 7         |
| Danimarca                      | 16        |
| Francia                        | 2         |
| Germania                       | 22        |
| Giappone                       | 76        |
| Irlanda                        | 11        |
| Italia                         | 17        |
| Messico                        | 6         |
| Paesi Bassi                    | 11        |
| Polonia                        | 13        |
| Regno Unito                    | 16        |
| Spagna                         | 31        |
| Stati Uniti                    | 19        |
| Stati Uniti (dance/electronic) | 1         |
| Svezia                         | 18        |
| Svizzera                       | 2         |
| Ungheria                       | 66        |
| Classifica (2014)              | Posizione |
| Australia                      | 87        |
| Australia (dance)              | 9         |
| Belgio (Fiandre)               | 22        |
| Belgio (Vallonia)              | 11        |
| Corea del Sud                  | 29        |
| Francia                        | 12        |
| Italia                         | 68        |
| Messico                        | 30        |
| Stati Uniti                    | 118       |
| Stati Uniti (dance/electronic) | 2         |
| Svezia                         | 74        |
| Svizzera                       | 46        |
| Classifica (2021)              | Posizione |
| Belgio (Fiandre)               | 173       |
| Belgio (Vallonia)              | 98        |
| Classifica (2022)              | Posizione |
| Belgio (Fiandre)               | 105       |
| Belgio (Vallonia)              | 120       |

### Classifiche di fine decennio
| Classifica (2010-19) | Posizione |
| -------------------- | --------- |
| Paesi Bassi          | 98        |

## Date di pubblicazione
| Paese         | Data di pubblicazione | Formato                     | Etichetta            |
| ------------- | --------------------- | --------------------------- | -------------------- |
| Australia     | 17 maggio 2013        | CD, 2 LP, download digitale | Sony Music, Columbia |
| Belgio        | 17 maggio 2013        | CD, 2 LP, download digitale | Sony Music, Columbia |
| Finlandia     | 17 maggio 2013        | CD, 2 LP, download digitale | Sony Music, Columbia |
| Germania      | 17 maggio 2013        | CD, 2 LP, download digitale | Sony Music, Columbia |
| Irlanda       | 17 maggio 2013        | CD, 2 LP, download digitale | Sony Music, Columbia |
| Nuova Zelanda | 17 maggio 2013        | CD, 2 LP, download digitale | Sony Music, Columbia |
| Paesi Bassi   | 17 maggio 2013        | CD, 2 LP, download digitale | Sony Music, Columbia |
| Francia       | 20 maggio 2013        | CD, 2 LP, download digitale | Sony Music, Columbia |
| Polonia       | 20 maggio 2013        | CD, 2 LP, download digitale | Sony Music, Columbia |
| Regno Unito   | 20 maggio 2013        | CD, 2 LP, download digitale | Sony Music, Columbia |
| Sudafrica     | 20 maggio 2013        | CD, 2 LP, download digitale | Sony Music, Columbia |
| Canada        | 21 maggio 2013        | CD, 2 LP, download digitale | Sony Music, Columbia |
| Italia        | 21 maggio 2013        | CD, 2 LP, download digitale | Sony Music, Columbia |
| Russia        | 21 maggio 2013        | CD, 2 LP, download digitale | Sony Music, Columbia |
| Stati Uniti   | 21 maggio 2013        | CD, 2 LP, download digitale | Sony Music, Columbia |
| Giappone      | 22 maggio 2013        | CD, 2 LP, download digitale | Sony Music, Columbia |
| India         | 22 maggio 2013        | CD, 2 LP, download digitale | Sony Music, Columbia |